# Champion Allison

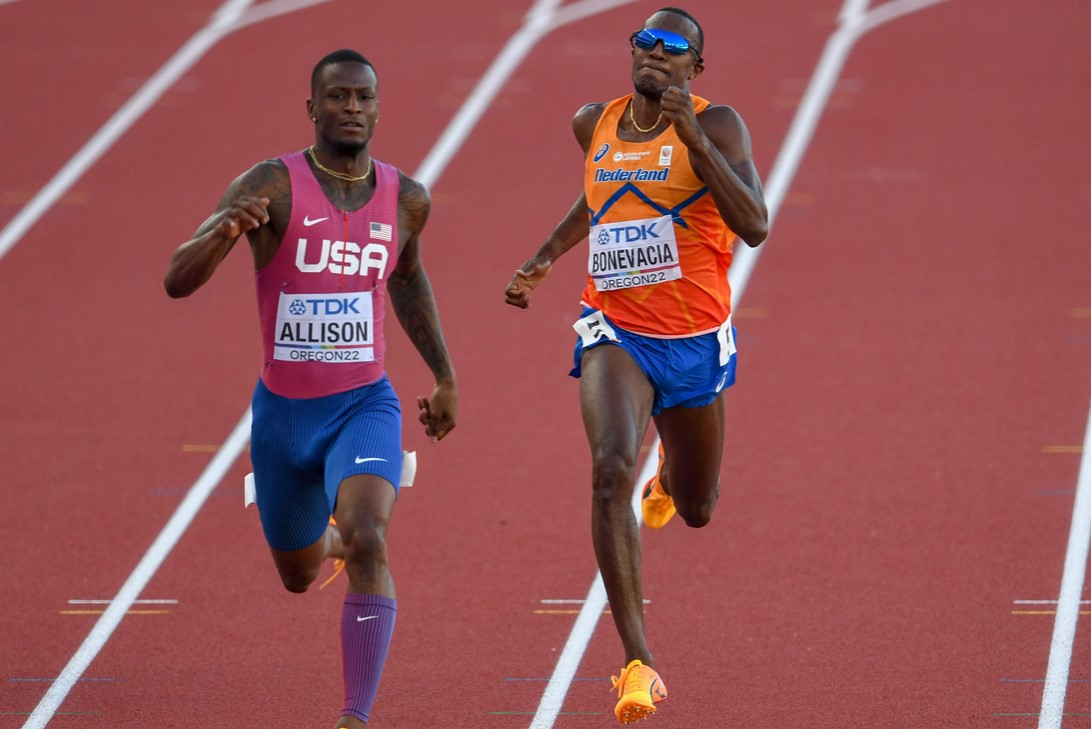
Campeões do sexto dia do Campeonato Mundial de Atletismo de 2022: Allison e Liemarvin Bonevacia

Champion Allison (Houston, 5 de novembro de 1998) é um velocista norte-americano, campeão mundial de atletismo no revezamento 4x400 m. Conquistou a medalha de ouro em Eugene 2022.